# Case-Shiller index

Case–Shiller-indexet från 1890 till 2016

S&P/Case-Shiller U.S. National Home Price Index är ett index av priset på enfamiljshus i USA som beräknas kvartalsvis. Indexet använder historiska data och parar med hjälp av det ihop försäljningar och återförsäljningar på likvärdiga objekt så att hänsyn tas till kvaliteten på objekten, till skillnad från många andra vanliga genomsnittsberäkningar.